# Joanna Moore
Joanna Moore, właśc. Dorothy Joanne Cook (ur. 10 listopada 1934 w Americus w stanie Georgia, zm. 22 listopada 1997 w Indian Wells w Kalifornii) – amerykańska aktorka filmowa i telewizyjna, pojawiła się w ponad 80 filmach i produkcjach telewizyjnych, w tym Alfred Hitchcock przedstawia (Alfred Hitchcock Presents, 1958–1962).

## Życiorys

### Młodość
Urodziła się w Americus w stanie Georgia jako starsza z dwóch córek Dorothy Marthy English Cook (1916-1941) i fizyka atomowego Henry’ego Andersona Cooka III (1901-1942). Kiedy była dzieckiem, 31 marca 1941 r. jej matka i siostra Virginia Louisa Cook (1940–1941) zginęły w śmiertelnym wypadku samochodowym, podczas gdy jej ojciec zmarł rok później na skutek urazów. Została wychowana przez swoją babkę w Americus w stanie Georgia, do czasu gdy stała się niesprawna i wymagała całodobowej opieki w następstwie psychicznych, fizycznych oraz sensorycznych niesprawności, i została przyjęta przez bogatą rodzinę. Moore wtedy została przyjęta przez bogatą lokalną rodzinę i zmieniła imię z Dorothy na Joannę.
Jak nastolatka, w roku 1951 wzięła ślub i szybko się rozwiodła z Willisem Moore. Po rozwodzie, ukończyła Agnes Scott College w Decatur w stanie Georgia. Podczas gdy uczęszczała do college’u, wzięła udział i wygrała konkurs piękności i została zabrana do Hollywood. Kariera aktorska Moore zaczęła się, gdy została dostrzeżona na koktajlu przez producenta Universal.

### Kariera
8 listopada 1956 pojawiła się w jednym z odcinków serialu NBC Lux Video Theatre – pt. Jezebel z udziałem Jack Lord i Marthy Hyer. Rok później zadebiutowała na dużym ekranie w dramacie kryminalnym Spotkanie z cieniem (Appointment with a Shadow, 1957) u boku George’a Nadera i Virginii Field, a także wystąpiła w odcinkach serialu Goodyear Theater i Kapitan portu (Harbormaster) oraz komediowym westernie Szczupły Carter (Slim Carter) z Julie Adams. W 1958 r. miała niewielką rolę w klasycznym filmie noir Dotyk zła (Touch of Evil) z Orsonem Wellesem, Charltonem Hestonem, Janet Leigh i Marlene Dietrich.
W latach 60. można ją było dostrzec w serialach takich jak Buntownik (The Rebel, 1960), Hong Kong (1960), Gunsmoke (1960), Pięć palców (Five Fingers, 1960), Nietykalni (The Untouchables, 1961) i Route 66 (1961-62). Potem wystąpiła w roli panny Precious w adaptacji powieści Nelsona Algrena Spacer po dzikiej stronie (Walk on the Wild Side, 1962) obok Laurence’a Harveya, Capucine, Jane Fondy, Anne Baxter i Barbary Stanwyck.

## Życie prywatne
29 lutego 1956 r. ponownie wyszła za mąż za aktora Dona Orecka, lecz w 1957 r. doszło do rozwodu. 3 kwietnia 1963 poślubiła aktora Ryana O’Neala. Z tego związku urodziła się dwójka dzieci: Tatum Beatrice (ur. 5 listopada 1963), która mając 10 lat za rolę Addie Loggins w komediodramacie Petera Bogdanovicha Papierowy księżyc (Paper Moon, 1973) została najmłodszą laureatką Oscara dla najlepszej aktorki, oraz Griffin Patrick (ur. 28 października 1964). Związek z O’Nealem był burzliwy i para rozstała się na początku roku 1966, a w lutym 1967 r. rozwiązano małżeństwo przez rozwód. W czasie rozstania z Ryanem O’Nealem, Moore nadużywała alkoholu i leków, w tym amfetaminy. I choć kontynuowała karierę aktorską, jej depresja pogorszała się w związku z nieuchronnym rozwodem. W 1970 r. Moore sprowadzono do ośrodka integracyjnego dla uzależnień Camarillo State Hospital. W roku 1971 była aresztowana za przestępstwo prowadzenia samochodu w stanie nietrzeźwości. 13 lutego 1975 r. Joanna Moore ponownie wyszła za mąż za dekarza Gary’ego L. Reevesa. Rozwiedli się w 1977 r.
Jej dzieci odwiedzały ją w Malibu. Po jej aresztowaniu, przegrała opiekę nad swoimi dziećmi. Przez późne lata 70. była wspierana finansowo przez córkę Tatum. W latach 80. była pięciokrotnie aresztowana za prowadzenie pojazdu w stanie nietrzeźwości.
W 1996 r. u Moore, która była wieloletnią palaczką papierosów, zdiagnozowano raka płuc. 22 listopada 1997 r. Joanna Moore zmarła na tę chorobę. Jej córka, Tatum O’Neal, była u jej boku w czasie jej śmierci. Pochówek Moore odbył się w Hillside Memorial Park w Redlands, w stanie Kalifornia, ale jej rodzina później przeniosła ciało do Oak Grove Cemetery w rodzinnym mieście Americus w stanie Georgia. Jej rodzina, składająca się przeważnie z aktorów, mówiła o niej jako o najlepszej aktorce w rodzinie.

## Filmografia
| Rok  | Tytuł                                           | Rola                         | Uwagi                               |
| ---- | ----------------------------------------------- | ---------------------------- | ----------------------------------- |
| 1957 | Spotkanie z cieniem (Appointment with a Shadow) | Penny Spencer                | Alternatywny tytuł: If I Should Die |
| 1957 | Slim Carter                                     | Charlene Carroll             |                                     |
| 1958 | Wielka woda (Flood Tide)                        | Barbara Brooks               |                                     |
| 1958 | Dotyk zła (Touch of Evil)                       | Marcia Linnekar              |                                     |
| 1958 | Jazda na Krętym Szlaku (Ride a Crooked Trail)   | Mała Brandy                  |                                     |
| 1958 | Potwór na kampusie (Monster on the Campus)      | Madeline Howard              |                                     |
| 1959 | Ostatni z gniewnych (The Last Angry Man)        | Alice Taggart                |                                     |
| 1962 | Walk on the Wild Side                           | Panna Precious               |                                     |
| 1962 | Doścignąć marzenie (Follow That Dream)          | Alisha Claypoole             |                                     |
| 1963 | Flubber – mikstura profesora (Son of Flubber)   | Desiree de la Roche          |                                     |
| 1963 | The Man from Galveston                          | Rita Dillard                 |                                     |
| 1963 | Nevada Smith                                    | Angie – saloonowa dziewczyna |                                     |
| 1968 | Odliczanie (Countdown)                          | Mickey Stegler               |                                     |
| 1968 | Ani chwili spokoju (Never a Dull Moment)        | Melanie Smooth               |                                     |
| 1972 | J.C.                                            | Miriam Wages                 | Alternatywny tytuł: Iron Horsemen   |
| 1975 | Hindenburg (The Hindenburg)                     | Pani Channing                |                                     |
| 1986 | Biegnij Chrissie biegnij! (Run Chrissie Run!)   | Trenerka do krykieta         | Alternatywny tytuł: Moving Targets  |

| Rok       | Tytuł                                                    | Rola                       | Uwagi                                            |
| --------- | -------------------------------------------------------- | -------------------------- | ------------------------------------------------ |
| 1956      | Lux Video Theatre                                        | Stephanie                  | odc. "Jezebel"                                   |
| 1957      | Goodyear Theater                                         | Alice Bowles               | odc. "Lost and Found"                            |
| 1957      | Kapitan portu (Harbormaster)                             | Maggie                     | odc. "The Wreckers"                              |
| 1958      | Ojciec kawaler (Bachelor Father)                         | Diana Webster              | odc. "Parent's Night"                            |
| 1958      | Alfred Hitchcock przedstawia (Alfred Hitchcock Presents) | Judy Archer                | odc. "Post Mortem"                               |
| 1958      | Kraft Television Theatre                                 | Paula Carter               | odc. "Death for Sale"                            |
| 1958      | Perry Mason                                              | Patricia Taylor            | odc. "The Case of the Terrified Typist"          |
| 1959      | Alfred Hitchcock przedstawia (Alfred Hitchcock Presents) | Virgilia Pond              | odc. "Invitation to an Accident"                 |
| 1959      | Maverick                                                 | Linda                      | odc. "The Lass with the Poisonous Air"           |
| 1959      | The Rifleman                                             | Eleanor Claremont          | odc. "Obituary"                                  |
| 1959      | Alfred Hitchcock przedstawia (Alfred Hitchcock Presents) | Cindy Rainey               | odc. "No Pain"                                   |
| 1960      | Opowieści Wellsa Fargo (Tales of Wells Fargo)            | Arlene Howell              | odc. "The Easterner"                             |
| 1960      | Hong Kong                                                | Carol Pryor                | odc. "Blind Bargain"                             |
| 1960      | Gunsmoke                                                 | Colleen Tawny              | odc. "Colleen So Green"                          |
| 1960      | Gunsmoke                                                 | Cherry O’Dell              | odc. "Cherry Red"                                |
| 1960      | Przygody w raju (Adventures in Paradise)                 | Ricky                      | odc. "The Siege of Troy"                         |
| 1961      | Bracia Brannagan (The Brothers Brannagan)                | Amanda Barnes              | odc. "A Matter of Millions"                      |
| 1961      | Follow the Sun                                           | Constance                  | odc. "The Far Side of Nowhere"                   |
| 1961      | Nietykalni (serial telewizyjny 1959) (The Untouchables)  | Althea                     | odc. "The Nero Rankin Story"                     |
| 1961      | Route 66                                                 | Trinket                    | odc. "A Skill For Hunting"                       |
| 1962      | Alfred Hitchcock przedstawia (Alfred Hitchcock Presents) | Louise Towers              | odc. "Most Likely to Succeed"                    |
| 1962      | Ripcord                                                  | Jill Kelly                 | odc. "Chute to Kill"                             |
| 1962      | The Dick Powell Show                                     | Jeanne Lauring             | odc. "Squadron"                                  |
| 1962      | Route 66                                                 | Lola                       | odc. "There I Am – There I Always Am"            |
| 1962–1963 | The Andy Griffith Show                                   | Peggy McMillan             | 4 odcinki                                        |
| 1963      | Idąc moją drogą (Going My Way)                           | Gerry                      | odc. "Don't Forget to Say Goodbye"               |
| 1963      | The Dakotas                                              | Doll Harvey                | Episode: "Justice at Eagle’s Nest"               |
| 1963      | Perry Mason                                              | Grace Olney                | odc. "The Case of the Reluctant Model"           |
| 1964      | Ścigany (The Fugitive)                                   | Helen Simmons              | odc. "Never Stop Running"                        |
| 1964      | Lejtnant (The Lieutenant)                                | Julie Havener              | odc. "Interlude"                                 |
| 1964      | Największe widowisko świata (The Greatest Show on Earth) | Denny Greenleaf            | odc. "There Are No Problems, Only Opportunities" |
| 1965      | Ścigany (The Fugitive)                                   | Joan Mitchell              | odc. "Crack in a Crystal Ball"                   |
| 1965      | Kryptonim U.N.C.L.E. (The Man from U.N.C.L.E.)           | Fran Parsons               | odc. "The Deadly Decoy Affair"                   |
| 1965      | The Wild Wild West                                       | Linda Medford              | odc. "The Night of the Fatal Trap"               |
| 1966      | Ścigany (The Fugitive)                                   | Ruth Bianchi               | odc. "Nobody Loses All the Time"                 |
| 1966      | Run for Your Lif                                         | Kay Mills                  | odc. "The Man Who Had No Enemies"                |
| 1966      | Felony Squad                                             | Betty Reilly               | odc. "Miss Reilly's Revenge"                     |
| 1967      | Ożeniłem się z czarownicą (Bewitched)                    | Daphne Harper              | odc. "Charlie Harper, Winner"                    |
| 1967      | T.H.E. Cat                                               | Valerie Evans              | odc. "Design for Death"                          |
| 1969      | Judd, for the Defense                                    | Barbara Townsend           | odc. "Visitation"                                |
| 1969      | The High Chaparral                                       | Charlene "Charly" Converse | odc. "Lady Fair"                                 |
| 1970      | The Name of the Game                                     | Emily                      | odc. "A Love to Remember"                        |
| 1970      | The Most Deadly Game                                     | Paula Winton               | odc. "Nightbirds"                                |
| 1974      | Police Story                                             | Lisa Roberts               | odc. "Explosion"                                 |
| 1974      | The Waltons (Waltonowie)                                 | Laura Sue Champion         | odc. "The Departure"                             |
| 1975      | Kung Fu                                                  | Lula Morgan                | odc. "The Brothers Caine"                        |
| 1976      | Petrocelli                                               | Kay Willis                 | odc. "Death Ride"                                |
| 1980      | Scout's Honor                                            | Pani Odom                  | film TV                                          |